# Ali Al-Beshari
Ali Musa Al-Beshari (in arabo علي البشاري‎?; 1962) è un ex calciatore libico, di ruolo difensore.

## Carriera

### Calciatore

#### Club
Ha giocato per l'intera carriera agonistica all'Al-Ahly Bengasi, con cui ha vinto un campionato libico e quattro coppe nazionali.

#### Nazionale
Ha disputato numerose partite con la nazionale libica, raggiungendo il secondo posto nella Coppa delle nazioni africane 1982, edizione tenutasi in Libia, perdendo la finale, giocata da titolare e nella quale segnò la rete del pareggio dei suoi, contro il Ghana. Nel torneo Al-Beshari, pur essendo un difensore, segnò tre reti, risultando il miglior marcatore dei suoi.

## Statistiche

### Cronologia presenze e reti in nazionale[1]
| Cronologia completa delle presenze e delle reti in nazionale ― Libia | Cronologia completa delle presenze e delle reti in nazionale ― Libia | Cronologia completa delle presenze e delle reti in nazionale ― Libia | Cronologia completa delle presenze e delle reti in nazionale ― Libia | Cronologia completa delle presenze e delle reti in nazionale ― Libia | Cronologia completa delle presenze e delle reti in nazionale ― Libia | Cronologia completa delle presenze e delle reti in nazionale ― Libia | Cronologia completa delle presenze e delle reti in nazionale ― Libia |
| Data                                                                 | Città                                                                | In casa                                                              | Risultato                                                            | Ospiti                                                               | Competizione                                                         | Reti                                                                 | Note                                                                 |
| -------------------------------------------------------------------- | -------------------------------------------------------------------- | -------------------------------------------------------------------- | -------------------------------------------------------------------- | -------------------------------------------------------------------- | -------------------------------------------------------------------- | -------------------------------------------------------------------- | -------------------------------------------------------------------- |
| 5-3-1982                                                             | Tripoli                                                              | Libia                                                                | 2 – 2                                                                | Ghana                                                                | Coppa d'Africa 1982 - 1º turno                                       | -                                                                    |                                                                      |
| 9-3-1982                                                             | Tripoli                                                              | Libia                                                                | 2 – 0                                                                | Tunisia                                                              | Coppa d'Africa 1982 - 1º turno                                       | -                                                                    |                                                                      |
| 12-3-1982                                                            | Tripoli                                                              | Libia                                                                | 0 – 0                                                                | Camerun                                                              | Coppa d'Africa 1982 - 1º turno                                       | -                                                                    |                                                                      |
| 16-3-1982                                                            | Tripoli                                                              | Libia                                                                | 2 – 1                                                                | Zambia                                                               | Coppa d'Africa 1982 - Semifinale                                     | 2                                                                    |                                                                      |
| 19-3-1982                                                            | Tripoli                                                              | Libia                                                                | 1 – 1 dts (6 – 7 dtr)                                                | Ghana                                                                | Coppa d'Africa 1982 - Finale                                         | 1                                                                    |                                                                      |
| 22-2-1985                                                            | Khartum                                                              | Sudan                                                                | 0 – 0                                                                | Libia                                                                | Qual. Mondiali 1986                                                  | -                                                                    |                                                                      |
| 8-3-1985                                                             | Tripoli                                                              | Libia                                                                | 4 – 0                                                                | Sudan                                                                | Qual. Mondiali 1986                                                  | 1                                                                    |                                                                      |
| 14-7-1985                                                            | Accra                                                                | Ghana                                                                | 0 – 0                                                                | Libia                                                                | Qual. Mondiali 1986                                                  | -                                                                    |                                                                      |
| 26-7-1985                                                            | Bengasi                                                              | Libia                                                                | 2 – 0                                                                | Sudan                                                                | Qual. Mondiali 1986                                                  | -                                                                    |                                                                      |
| 6-10-1985                                                            | Rabat                                                                | Marocco                                                              | 3 – 0                                                                | Libia                                                                | Qual. Mondiali 1986                                                  | -                                                                    |                                                                      |
| 18-10-1985                                                           | Ben Gascir                                                           | Libia                                                                | 1 – 0                                                                | Marocco                                                              | Qual. Mondiali 1986                                                  | -                                                                    |                                                                      |
| 3-6-1988                                                             | Tripoli                                                              | Libia                                                                | 3 – 0                                                                | Burkina Faso                                                         | Qual. Mondiali 1990                                                  | -                                                                    |                                                                      |
| 3-7-1988                                                             | Ouagadougou                                                          | Burkina Faso                                                         | 2 – 0                                                                | Libia                                                                | Qual. Mondiali 1990                                                  | -                                                                    |                                                                      |
| 8-1-1989                                                             | Abidjan                                                              | Costa d'Avorio                                                       | 1 – 0                                                                | Libia                                                                | Qual. Mondiali 1990                                                  | -                                                                    |                                                                      |
| Totale                                                               |                                                                      | Presenze                                                             | 14                                                                   |                                                                      | Reti                                                                 | 4                                                                    |                                                                      |

## Palmarès

### Club

#### Competizioni nazionali
- Campionato libico: 1

Al-Ahly Bengasi: 1991-1992
- Coppa di Libia: 4

Al-Ahly Bengasi: 1985, 1988, 1991, 1996